# Tourneau
Tourneau es el mayor distribuidor de relojes en Estados Unidos. Su catálogo comprende marcas cuyo coste están al alcance de un público mayoritario como Citizen o Swatch, hasta firmas exclusivas como Rolex o Patek Philippe & Co. 
Tourneau tiene 25 boutiques en EE. UU., todas ellas localizadas en tiendas de lujo y centros comerciales exclusivos siempre rodeado de otras marcas dirigidas al público de clase alta.
- Datos: Q7829333